# ユートピア平原
ユートピア平原 (Utopia Planitia) とは、火星に存在する広大な盆地に付けられた名称である。ユートピア平原は、火星の北半球の中緯度地方に存在する。

## 概要

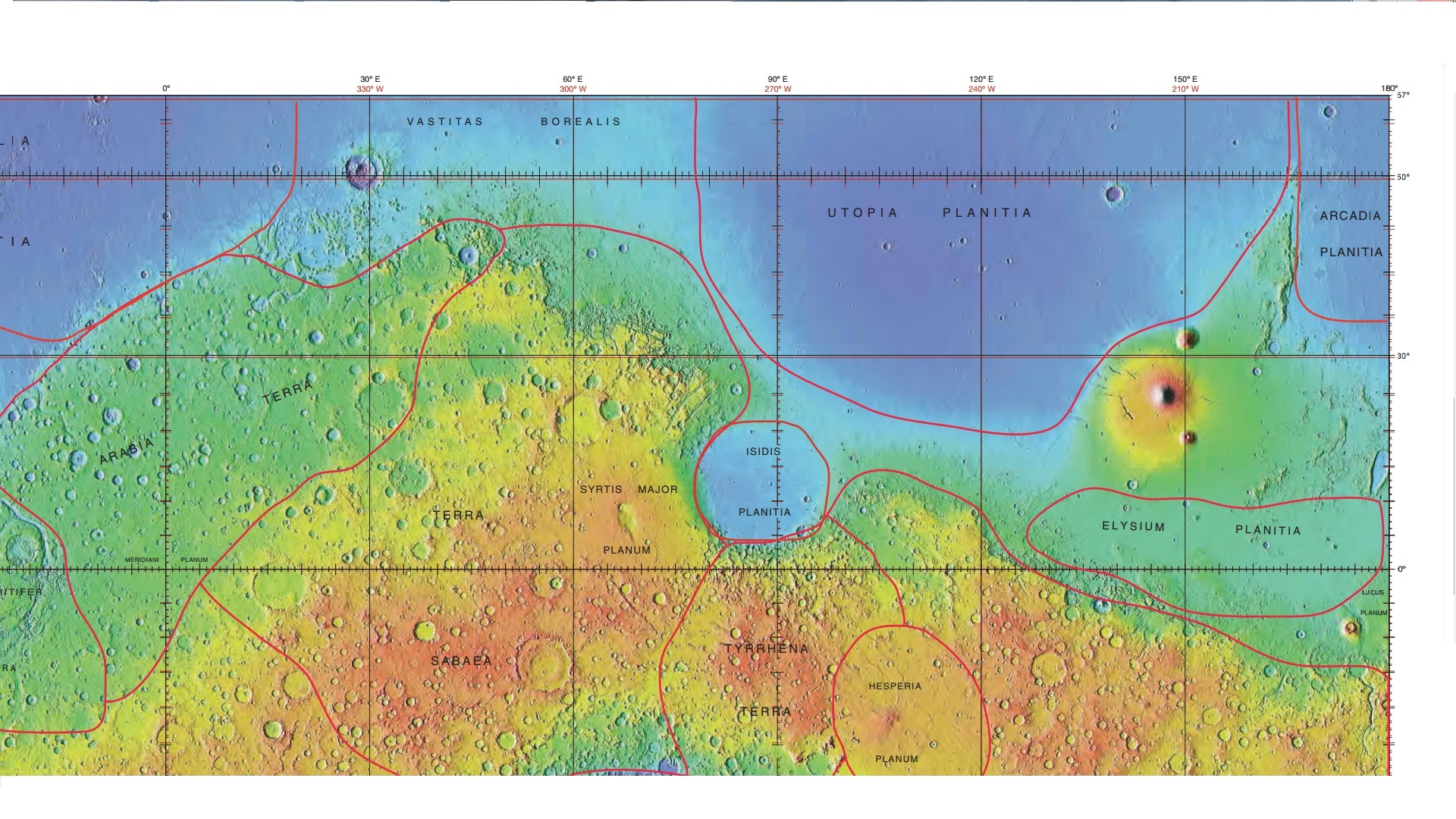
ユートピア平原とその周辺地域の標高図。画像右上の広い低地がユートピア平原。

ユートピア平原は火星最大の盆地であり、その差し渡しは約3300km程度と見積もられている

。
なお、この盆地の中心は、おおよそ北緯50度、東経118度である（火星の経度については、座標の基準、または、エアリー0を参照のこと）。また、ユートピア平原は典型的なScalloped地形（貝状のくぼみ）が見られる場所の1つである

。
なお、Scalloped地形は、主に火星の中緯度地方（主に南北45度～60度にかけて）において見られる地形であり、火星の北半球で見られる典型例がユートピア平原でのものである。ちなみに、火星の南半球でのScalloped地形の典型例は、Peneus地域やAmphitrites Pateraで見られるものである

。
ユートピア平原は1976年9月3日に、NASAの無人火星探査機の1つバイキング2号が着陸し、調査を行った場所でもある。ここの地表には、沢山の岩石が露出している様子が、バイキング2号によって撮影された。ここの地表部分は、蒸発残留岩（蒸発残留物）でできているのではないかといわれている

。
ちなみに、SF作品の1つスタートレックに登場する、火星の軌道上にある宇宙ステーションの造船所の名前は、この平原の名称から取られたものである

。

## 地下の氷

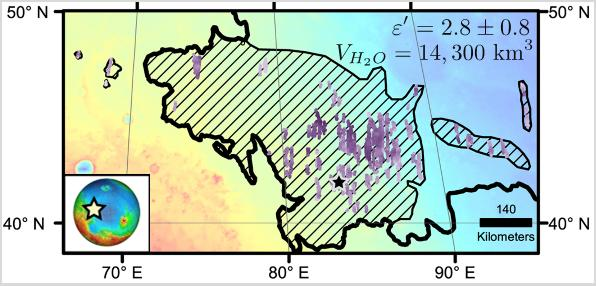
地下の氷の分布

2016年、NASAのマーズ・リコネッサンス・オービター (MRO) のSHARADの観測データから、ユートピア平原のScalloped地形の地下1m-10m程度の浅い地層に水の氷の層が存在する可能性が示された。この氷は北緯39度-49度の範囲に80m-170mの厚さで分布しており、水の総量は北米最大の湖であるスペリオル湖に匹敵すると推測されている。